# Aborcja na Malcie
Według stanu na 2023 rok maltańskie ustawodawstwo przewiduje całkowity zakaz aborcji (art. 241-243A kodeksu karnego). Prawo to wprowadzono w 1981 roku - wcześniej przerywanie ciąży było legalne z powodu ścisłych wskazań medycznych. Maltańskie przepisy są najbardziej restrykcyjne w Unii Europejskiej.
Za wykonanie aborcji grozi kara od osiemnastu miesięcy do trzech lat więzienia. Tej samej karze podlega kobieta ciężarna. Jeśli skutkiem aborcji jest śmierć kobiety ciężarnej lub ciężki uszczerbek na jej zdrowiu odpowiedzialność karna jest równa tej za morderstwo lub okaleczenie. Farmaceucie lub pracownikowi służby zdrowia za przepisanie lub sprzedanie leków, za pomocą których można dokonać aborcji, grozi kara od osiemnastu miesięcy do czterech lat więzienia. Za nieumyślne spowodowanie poronienia grozi do sześciu miesięcy więzienia lub grzywna do 2329,37 €.